# Campagne du Kentucky
Batailles
Campagne du Kentucky
- Lebanon
- 1re Chattanooga
- 1re Murfreesboro
- Cumberland Gap
- Cincinnati
- Richmond
- Munfordville
- Augusta
- Perryville

La campagne du Kentucky (aussi connue sous le nom de Confederate Heartland Offensive) regroupe les manœuvres et les combats qui se déroulèrent, en 1862, dans l'est du Tennessee et au Kentucky, pendant la guerre de Sécession. Du mois de juin au mois d'octobre, les forces confédérées conduites parles généraux Braxton Bragg et Edmund Kirby Smith lancèrent une série de manœuvres pour déborder l'armée nordiste de l'Ohio commandée par le major-général Don Carlos Buell et faire basculer l'État tampon du Kentucky du côté confédéré. En dépit des premiers succès des Confédérés, leurs progrès s'essoufflèrent après la bataille de Perryville et ils durent abandonner le Kentucky aux mains des Nordistes pour le restant de la guerre.

## Contexte
Sur le théâtre occidental de la guerre de Sécession, début 1862, l'Union avait fait d'importants progrès. Le cours du Tennessee et celui du Cumberland avaient été rouverts aux navires nordistes à la suite des batailles de Fort Henry et de Fort Donelson. Les Confédérés avaient évacué le nœud ferroviaire de Corinth, laissant la plus grande partie du Tennessee occidental sous le contrôle de l'Union. La Nouvelle-Orléans, qui était la ville la plus importante de la Confédération à l'époque, avait été capturée par l'amiral David Farragut. Vicksburg (Mississippi), était devenu un objectif stratégique pour l'Union, les Confédérés étant réduits à dépendre, dans l'Ouest, « à une seule ligne [de chemin de fer] arrivant de l'est par Vicksburg, ». La protection de cette position réputée imprenable sur le Mississippi (« le Gibraltar de l'Ouest ») devenait donc également une priorité pour les Confédérés. Le général Braxton Bragg décidé de détourner les Nordistes de Vicksburg et de Chattanooga (Tennessee), menacé par l'armée commandée par Don Carlos Buell, en envahissant l'État tampon du Kentucky.

## Campagne

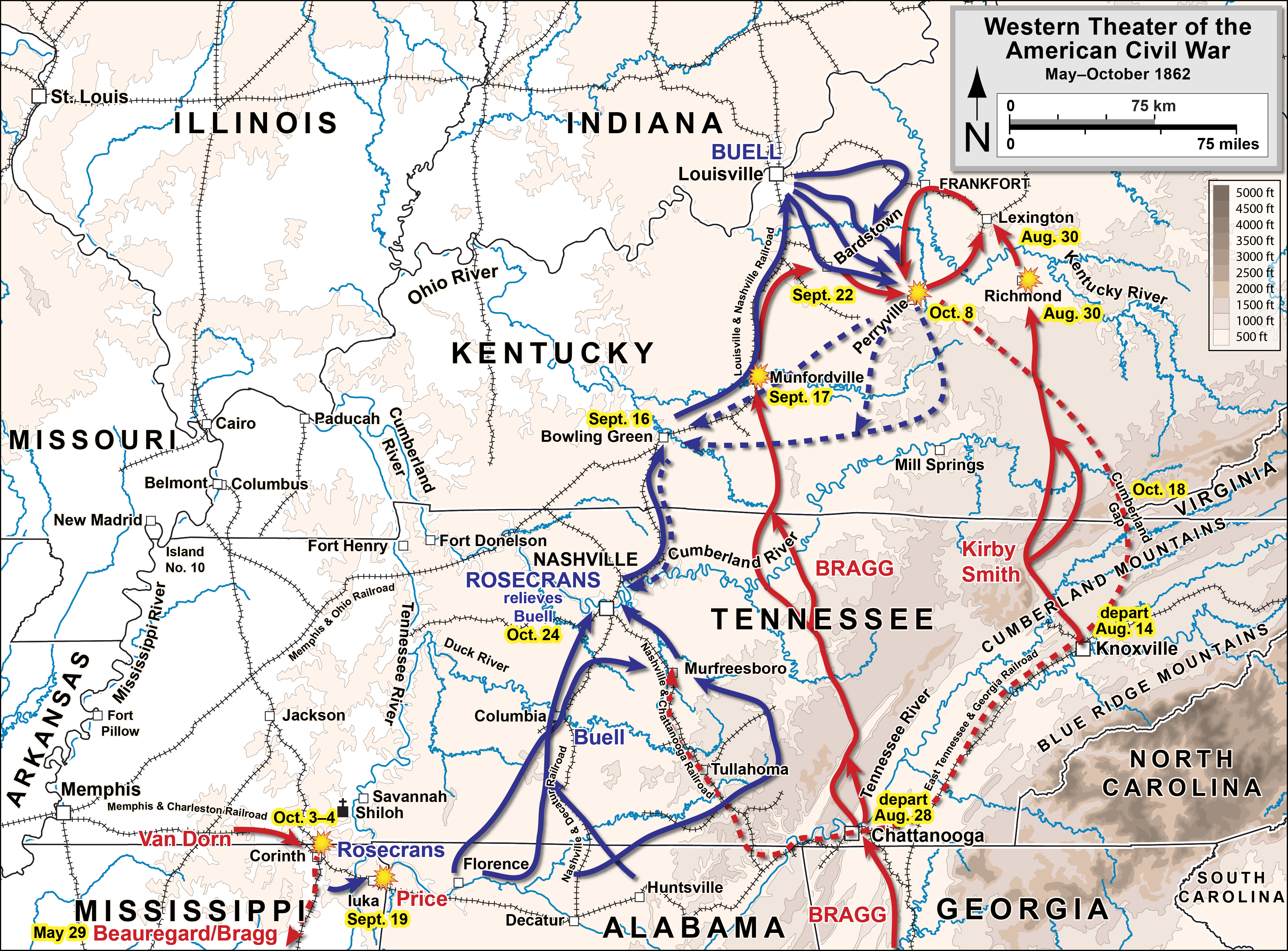
Théâtre occidental de la guerre de Sécession, du siège de Corinth à la campagne du Kentucky.
Confédérés
Union

En août 1862, le général confédéré Braxton Bragg envahit le Kentucky, espérant d'une part mobiliser les sympathisants de la cause sudiste dans cet État tampon et, d'autre part, attirer les troupes nordistes commandées par le major-général Don Carlos Buell sur la rive est de l'Ohio. Par le chemin de fer, Bragg déplaça toute son infanterie depuis Tupelo (Mississippi), jusqu'à Chattanooga (Tennessee), pendant que sa cavalerie et son artillerie empruntaient la route.

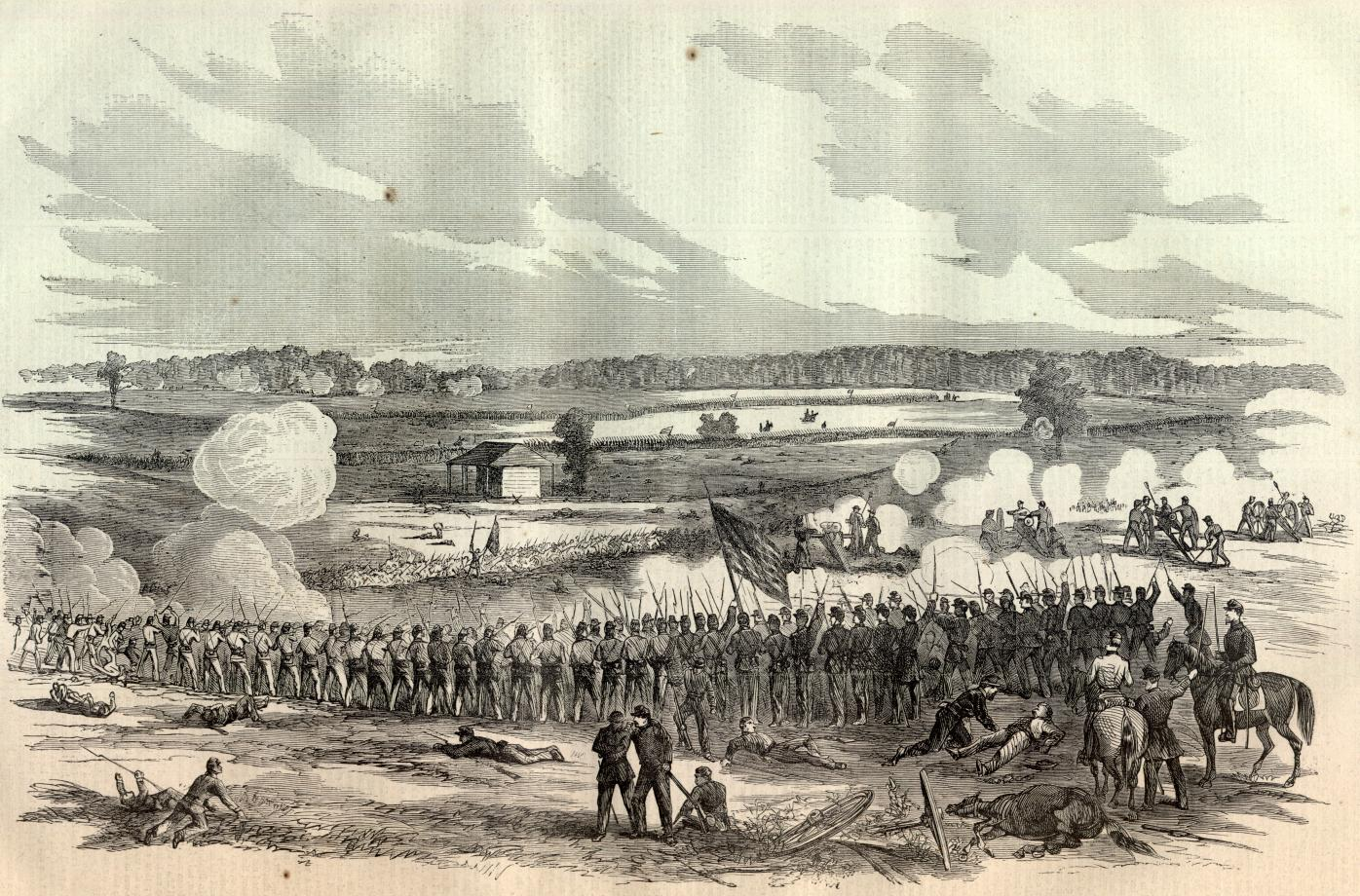
La bataille de Perryville, présentée dans l'édition du 1er novembre 1862 du Harper's Weekly.

Une fois ses troupes assemblées à Chattanooga, Bragg se prépara à entrer au Kentucky par le sud, en coordination avec le lieutenant-général Edmund Kirby Smith, qui commandait un contingent basé à Knoxville (Tennessee). Il captura plus de 4 000 soldats nordistes à la Bataille de Munfordville, puis fit route sur Bardstown (Kentucky). Le 4 octobre 1862, il assista à l'inauguration Richard Hawes, le  gouverneur provisoire du Kentucky installé par les Confédérés. Le 8 octobre, l'aile de l'armée que Bragg avait confiée au major-général Leonidas Polk rencontra l'armée de Buell à la bataille de Perryville et remporta une victoire tactique contre les Nordistes.
Kirby Smith supplia Bragg de ne pas en rester là : « Pour l'amour de Dieu, mon général, livrons bataille à Buell ici-même ». Bragg lui répondit : « C'est ce que je vais faire, Monsieur », mais au lieu de cela, exhibant « une perplexité et une hésitation qui étaient maintenant devenues consternantes pour Smith, Hardee et Polk », il ordonna à son armée de faire route, à travers le Cumberland gap, vers Knoxville. Bragg présenta sa retraite comme un repli, et le point culminant d'un raid gigantesque. Il avait de multiples raisons de se retirer. De mauvaises nouvelles étaient arrivées du nord du Mississippi : Earl Van Dorn et Sterling Price avaient échoué à la Corinth, au moment même où la campagne du Maryland de Robert E. Lee se terminait par un échec.
Il comprit que son armée n'avait rien à gagner d'une victoire supplémentaire, mais isolée, alors qu'une défaite pouvait lui coûter, outre les provisions et les fournitures patiemment accumulées, purement et simplement son armée. Il écrivit à son épouse : « Avec tout le sud-ouest maintenant entre les mains de l'ennemi, j'aurais commis un crime impardonnable en laissant ma noble petite armée prise dans les glaces nordiques, sans tentes ni chaussures et obligée chaque jour de partir à la recherche de pain, etc. ».

## Conséquences
Même si elle avait réussi à attirer les troupes de l'Union hors du nord de l'Alabama et d'une grande partie du Tennessee central, l'invasion du Kentucky restait un échec stratégique. Bragg fut critiqué par les journaux et deux de ses généraux (Polk and William J. Hardee), mais les responsabilités pouvaient être largement partagées avec le haut commandement confédéré : les forces de Bragg et de Kirby Smith pâtissaient de l'absence de commandement unifié. On peut reprocher à Bragg d'avoir éloigné ses troupes de Munfordville, sur la route de Buell, qui aurait constitué un lieu idéal pour un combat à l'avantage des rebelles. Polk peut, lui aussi, être critiqué pour ne pas avoir suivi les instructions de Bragg avant et pendant le combat.
Jefferson Davis maintint Bragg à la tête de l'armée du Tennessee, mais Abraham Lincoln qui avait trouvé Buell trop timoré, le remplaça, à la tête de l'armée de l'Ohio, par le major-général William Rosecrans.

## Pour en savoir plus
- (en) Robert P. Broadwater, The Battle of Perryville, 1862 : culmination of the failed Kentucky campaign, McFarland & Company, 2005, 200 p. (ISBN 978-0-7864-2303-3)
- (en) Stephen D. Engle, The American Civil War : The War in the West, 1861-July 1863, Osprey Publishing, coll. « Essential histories / The American Civil War », 2001, 96 p. (ISBN 978-1-84176-240-1, présentation en ligne)
- (en) Lowell Harrison, The Civil War in Kentucky, University Press of Kentucky, 2010 (1re éd. 1975), 144 p. (présentation en ligne)
- (en) Lowell Harrison, « The Civil War in Kentucky : Some Persistent Questions », The Register of the Kentucky Historical Society, Kentucky Historical Society, vol. 76, no 1,‎ janvier 1978, p. 1-21 (JSTOR 23378644)
- (en) James Lee McDonough, War in Kentucky : From Shiloh to Perryville, Univ. of Tennessee Press, 1996 (1re éd. 1994), 408 p. (ISBN 978-0-87049-935-7, présentation en ligne)
- (en) Grady McWhiney, « Controversy in Kentucky : Braxton Bragg's Campaign of 1862 », Civil War History, vol. 6, no 1,‎ mars 1960, p. 5-42 (lire en ligne)
- (en) Kenneth Noe, Perryville : This Grand Havoc of Battle, University Press of Kentucky, 2009 (1re éd. 2001), 520 p. (ISBN 978-0-8131-3714-8, présentation en ligne)
- (en) Ralph A. Wooster, « Confederate Success at Perryville », The Register of the Kentucky Historical Society, Kentucky Historical Society, vol. 59, no 4,‎ octobre 1961, p. 318-323 (JSTOR 23374696)

### Sources primaires
- (en) Will Frank Steely et Orville W. Taylor, « Bragg's Kentucky Campaign : A Confederate Soldier's Account », The Register of the Kentucky Historical Society, Kentucky Historical Society, vol. 57, no 1,‎ janvier 1959, p. 49-55 (JSTOR 23374571)